# Mala sangre (película)
Mala sangre es una película uruguaya de 1995. Dirigida por Ricardo Islas, es un film de suspenso y terror protagonizado por Estela Moreno, Ricardo Islas y Claudia Faget.

## Premios
- Premio Félix Oliver en el Espacio Uruguay del Festival Cinematográfico del Uruguay (1995).[2]